# Cantonul Aurillac-2
Cantonul Aurillac-2 este un canton din arondismentul Aurillac, departamentul Cantal, regiunea Auvergne, Franța.

## Comune
- Aurillac (parțial, reședință)
- Saint-Paul-des-Landes
- Sansac-de-Marmiesse
- Ytrac